# Ректори Українського вільного університету

Логотип Українського вільного університету

Ректори Українського вільного університету — керівники Українського вільного університету в період від 1921 року до сьогодні.

## Ректори УВУ
- Олександр Колесса (1921—1922)
- Станіслав Дністрянський (1922—1923)
- Іван Горбачевський (1923—1924)
- Теодор Щербина (1924—1925)
- Олександр Колесса (1925—1928)
- Дмитро Антонович (1928—1930)
- Андрій Яковлів (1930—1931)
- Іван Горбачевський (1931—1935)
- Олександр Колесса (1935—1937)
- Дмитро Антонович (1937—1938)
- Олександр Мицюк (1938—1939)
- Іван Борковський (1939—1940)
- Олександр Мицюк (1940—1941)
- Іван Борковський (1941—1943)
- Олександр Колесса (1943—1944)
- Андрій Яковлів (1944—1945)
- Августин Волошин (1945)
- Вадим Щербаківський (1945—1947)
- Іван Мірчук (1947—1948)
- Юрій Панейко (1948—1950)
- Іван Мірчук (1950—1955)
- Микола Васильєв (1955—1958)
- Іван Мірчук (1958—1961)
- Юрій Панейко (1961—1962)
- Олександр Кульчицький (1962—1964)
- Василь Орелецький (1964—1965)
- Юрій Бойко-Блохін (1965—1966)
- Василь Орелецький (1966—1968)
- Володимир Янів (1968—1986)
- Богдан Цюцюра (1986—1992)
- Петро Ґой (1992—1993)[1]
- Роман Дражньовський (1993—1995)
- Мирослав Лабунька (1995—1998)
- Леонід Рудницький (1998—2003)
- Альберт Кіпа (2004—2007)
- Іван Мигул (2008—2011)
- Ярослава Мельник (2012—2015)
- Марія Пришляк (від 2016)[2]